# Entropiebilanz
Die Entropiebilanz ist eine Bilanzgleichung der Thermodynamik. Sie betrachtet die über die Systemgrenze eines thermodynamischen Systems zu- oder abgeführte Entropie und die innerhalb des Systems produzierte Entropie.

## Bilanzgleichung
In der Thermodynamik wird die Entropie als Zustandsgröße aufgefasst und kann daher, wie beispielsweise auch die Masse und die Energie in einem System, bilanziert werden. Setzt man die Entropie in die allgemeine Bilanzgleichung ein, erhält man den Term
{\displaystyle dS=\sum _{i}dS_{i}^{SG}+dS^{Q}}.
Dabei ist
{\displaystyle S} die Entropie
{\displaystyle dS^{SG}} ein Entropiestrom über die Systemgrenze
{\displaystyle \textstyle \sum _{i}dS_{i}^{SG}} die Summe aller Entropieströme über die Systemgrenze
{\displaystyle dS^{Q}} die Änderung der Entropie innerhalb des Systems.
Entropie kann in Form von Wärme oder gemeinsam mit dem System zu- oder abgeführter Materie in den Bilanzraum eintreten oder austreten. Für die Summe aller Entropieströme über die Systemgrenze gilt also:
{\displaystyle \sum _{i}dS_{i}^{SG}=dS_{Q}+dS_{M}}.
Dabei ist
{\displaystyle dS_{Q}} die Entropieänderung durch Wärme
{\displaystyle dS_{M}} die Entropieänderung durch Materietransport.
Setzt man diesen Term in die oberste Gleichung ein und präzisiert man den Quellterm, indem man {\displaystyle dS^{Q}} durch {\displaystyle S_{irr}} ersetzt, erhält man die Entropiebilanz in der Form
{\displaystyle dS=dS_{Q}+dS_{M}+dS_{irr}}.
Diese Gleichung lautet für kontinuierliche Prozesse
{\displaystyle {\frac {dS}{d\tau }}={\dot {S}}_{Q}+{\dot {S}}_{M}+{\dot {S}}_{irr}}.
Dabei ist {\displaystyle \tau } die Zeit.
Gemäß Vorzeichenkonvention ist erzeugte oder zugeführte Entropie positiv, abgeführte Entropie dagegen negativ. Sowohl über die Energieform Wärme als auch durch Materietransport kann die Entropie wahlweise erhöht oder verringert werden. {\displaystyle {\dot {S}}_{Q}} und {\displaystyle {\dot {S}}_{M}} können folglich positiv oder negativ sein. Der Quellterm {\displaystyle {\dot {S}}_{irr}} dagegen bezeichnet die durch irreversible Prozesse (z. B. Dissipation) im System hergestellte Entropie. Gemäß dem Zweiten Hauptsatzes der Thermodynamik kann in einem geschlossenen System keine Entropie vernichtet werden. Es gilt daher {\displaystyle {\dot {S}}_{irr}\geq 0}.
Für {\displaystyle {\dot {S}}_{irr}=0} liegt ein reversibler Prozess vor, für {\displaystyle {\dot {S}}_{irr}>0} ein irreversibler Prozess.

## Entropiebilanz der Biosphäre
Man verwendet die Entropiebilanzgleichung zur Beschreibung thermodynamischer Nicht-Gleichgewichtsprozesse, beispielsweise im Rahmen der irreversiblen Thermodynamik und für Lebewesen. Auch diese können ihre Entropie nur durch Entropieexport in ihre Umwelt senken.
Die systemische Gesamtheit aller Lebewesen der Erde wird Biosphäre genannt. Ihre Entropiebilanz wird durch die innerhalb der Biosphäre erzeugte Entropie und die Fähigkeiten ihrer Schnittstellen, Entropie in den Weltraum zu exportieren, bestimmt. Sie ist im Wesentlichen als Import von kurzwelliger Sonnenenergie darstellbar, die zum allergrößten Teil wieder langwellig in den Weltraum zurückgestrahlt wird. Die Sonnenenergie führt auf der Erde zur Entstehung komplexer chemischer Verbindungen und Strukturen. Auf einer unbelebten Erde würde sich die Strahlung sofort in Entropie verwandeln. Durch die Existenz der Lebewesen – insbesondere der Pflanzenwelt mit ihrer Photosynthese – wird die Strahlungsenergie in höherwertige chemische Energie verwandelt, sodass weniger Entropie in der Umwelt entsteht. Erst, wenn Lebewesen die chemische Energie nutzen, erhöht sich wiederum die Entropie der Umgebung. Die Biosphäre verzögert auf diese Weise die Entropieproduktion. Damit die Erde ein Nicht-Gleichgewichtssystem bleiben kann, verringert sich die Entropie der Biosphäre durch die Wärmestrahlung in den Weltraum. Wäre dies nicht der Fall, würden alle Prozesse des Lebens im Laufe der Zeit zum Erliegen kommen.
Wenn die in der Biosphäre erzeugte Entropie größer wird, als durch sich verändernde Schnittstellen exportiert werden kann, dann steigt die Entropie in der Biosphäre. Die Aktivitäten des Menschen – insbesondere die Freisetzung bislang gebundener Energie durch die Verbrennung fossiler Energieträger – führen seit einigen Jahrzehnten zu einer Erhöhung dieser Entropie. Diese Entwicklung gefährdet die Leistungsfähigkeit und Stabilität der irdischen Systeme.
Sowohl die Verzögerung der Entropieproduktion durch Energieumwandlung als auch die Exportleistung könnten auch mit Hilfe von Technologien erhöht werden, indem diese nicht primär zum Nutzen des Menschen, sondern zum Nutzen der Biosphäre eingesetzt würden. Etwa durch die Erzeugung großer Mengen Solarenergie in den trockenen Subtropen, die genutzt würde, um damit Meerwasser zu entsalzen, dass dann zur Bewässerung in Wüstenregionen verwendet werden kann. Dies würde auf der einen Seite die Anzahl produktiver Landwirtschaftsflächen erhöhen (und damit weitere Rodungen in tropischen Regenwäldern verhindern) und auf der anderen Seite den Wasserkreislauf in den Trockengebieten stärken. Auch der irdische Wasserkreislauf verzögert und verteilt die Entropieproduktion und trägt zudem durch die Kondensation – und damit Wärmeabstrahlung – in der oberen Atmosphäre zum Export der Entropie bei. Unter den geltenden Wirtschaftlichkeitsgesichtspunkten wären solche Maßnahmen wahrscheinlich gänzlich unprofitabel, da ein Nutzen für nicht-menschliche Systeme in der Ökonomie bislang nicht vorgesehen ist.